# Ironcross
Gli Ironcross sono stati un gruppo musicale heavy metal finlandese fondato a Turku nel 1976.

## Storia
Fondato dal batterista e cantante Esa Leinonen e dal chitarrista Pekka Nummela, la prima formazione del gruppo includeva il bassista Tero Ovaska e il chitarrista Kimmo Vanne. Dopo il primo cambio di formazione (Ovaska lasciò il posto di bassista a Nummela, rimpiazzato nelle vesti di chitarrista da Jari Lundqvist), il gruppo iniziò a produrre alcune demo che gli valsero, nel 1982, la sottoscrizione di un contratto con l'etichetta discografica Master/Turun.
In quello stesso anno il gruppo fece il suo esordio discografico pubblicando il singolo Let's Get Down to Business / Harder Than Stone, seguito dall'LP Bloodhounds: in questo periodo il gruppo subì inoltre diversi cambiamenti nella formazione che videro, tra la fine del 1982 e l'inizio del 1983, l'abbandono dei chitarristi fondatori (lasciarono, nel giro di alcuni mesi, Lundqvist e Vanne, quest'ultimo sostituito prima da Peter Bredbacka, poi da Ari Suomi), l'introduzione di un nuovo batterista (Esko Mänty-Sorvari, che rilevò Leinonen rimasto nel gruppo come cantante) e di un tastierista (Kari Laihonen).
Sottoscritto un contratto con la Finnlevy, gli Ironcross pubblicarono nel 1984 l'album Steel Warrior (anticipato dal singolo Get Down 'N Get Away/Not Good for Your Health), i cui riscontri di vendita furono così scarsi da indurre l'etichetta a rescindere il contratto. A causa di questo insuccesso gli Ironcross, sostituito Mänty-Sorvari (uscito dal gruppo per divergenze artistiche) con Jari Mäkeläinen, adottarono un'immagine più simile ai gruppi hair metal a quei tempi in voga (internazionalizzando, tra le altre cose, i nomi di ogni singolo componente), adottando delle sonorità più melodiche rispetto agli esordi.
Ottenuto un contratto con la divisione finlandese della EMI nel luglio del 1986, l'anno successivo gli Ironcross pubblicarono l'album Too Hot to Rock che, nonostante la grande campagna promozionale intrapresa dalla EMI e dal gruppo mediante tournée internazionali, si rivelò poco fortunato in termini di vendite. Di lì in poi iniziò il declino del gruppo: dopo aver pubblicato nel 1989 il singolo Immoral Love/Eye for an Eye e un estremo tentativo di rilanciare il progetto con un nuovo nome (Dilinger), gli Ironcross si sciolsero definitivamente nel 1990 a causa dell'abbandono di Leinonen per motivi personali (si battezzò come testimone di Geova).

## Formazione
- Esa "Gona" Leinonen - voce, batteria fino al 1982 (1976-1990)
- Ari Suomi - chitarra (1983-1990)
- Kari Laihonen - tastiere (1983-1990)
- Pekka "Body" Nummela - basso, chitarra fino al 1976 (1976-1990)
- Jari Mäkeläinen - batteria (1985-1990)

### Altri componenti
- Kimmo Vanne - chitarra (1976-1983)
- Jari "Mizz" Lundqvist - chitarra (1976-1982)
- Tero Ovaska - basso (1976)
- Peter Bredbacka - chitarra (1983)
- Esko "Eddy" Mänty-Sorvari - batteria (1982-1985)

## Discografia

### Album in studio
- 1982 - Bloodhounds
- 1984 - Steel Warrior
- 1987 - Too Hot to Rock

### Singoli
- 1982 - Let's Get Down to Business/Harder Than Stone
- 1984 - Get Down 'N' Get Away/Not Good for Your Health
- 1986 - Too Hot to Rock/Paradise of Stars
- 1989 - Immoral Love/Eye for an Eye